# Tony Hatch

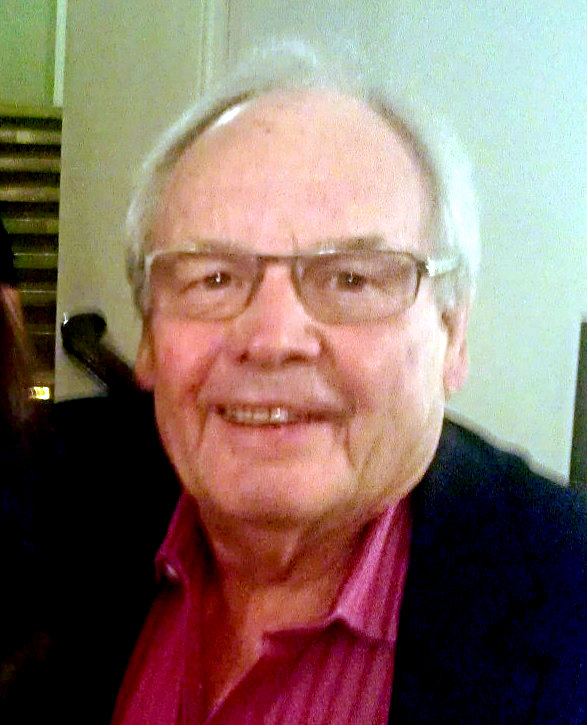
Tony Hatch (2013)

Tony Hatch OBE (eigentlich Anthony Peter Hatch; * 30. Juni 1939 in Southall, London) ist ein britischer Komponist, Songwriter, Pianist, Musikproduzent und Arrangeur.

## Karriere
Ermutigt durch die musikalischen Fähigkeiten des kleinen Tony schrieb ihn seine Mutter – ebenfalls Pianistin – in der London Choir School in Bexley in der Grafschaft Kent ein, als er zehn war. Doch statt an der Royal Academy of Music weiterzustudieren, verließ Tony die Schule 1955 und jobbte lieber beim Robert Mellin Musikverlag in London.
Es dauerte nicht lange und er schrieb Songs und machte sich in der Plattenbranche einen Namen. Als er zum Wehrdienst eingezogen wurde, gelang es ihm, sich bei der Kapelle der Coldstream Guards zu verdingen. Als er fertig war, fand er einen Teilzeitjob bei Pye Records. 1959 begann Hatch seine eigene Plattenkarriere mit einer Coverversion von Russ Conways Klavier-Instrumentalhit Side Saddle.
1960 wurde Tonys Komposition Look for a Star im Film Der rote Schatten (Originaltitel: Circus of Horrors) verwendet; Garry Mills’ Aufnahme des Songs wurde ein Top-Ten-Hit in Großbritannien; in den USA kamen gleichzeitig vier Versionen des Liedes in die Charts. Bei Pye assistierte er seinem Mentor, dem Musikproduzenten Alan Freeman, bei den Aufnahmen von Sailor, einem Nummer-1-Hit für Petula Clark.
Hatch schrieb weiter Songs für Pye-Künstler, manchmal unter dem Pseudonym „Mark Anthony“. 1963 kam Teenager-Idol Bobby Rydell mit Forget Him, geschrieben und produziert von Hatch, in die Hitparaden. Hatch produzierte, arrangierte und komponierte in der Folgezeit auch für andere US-Stars wie Keely Smith, Connie Francis und Pat Boone. Hatch schrieb Julie Grants Debütsingle Somebody Tell Him (1962) sowie ihren UK-Top-30-Hit Count On Me (1963).
Die erste Tony-Hatch-Komposition, die Petula Clark aufnahm, war Valentino (1963). Von da an wurde er ihr ständiger Produzent. Sie arbeiteten gemeinsam an einer Reihe von Aufnahmen in französischer Sprache für Disques Vogue. (Petula Clarks Ehemann war Franzose; sie sprach fließend Französisch und machte mit Songs in Englisch, Französisch, Deutsch und anderen Sprachen eine beachtliche Karriere in ganz Europa.) Hatch wurde einer ihrer Stammkomponisten und schrieb auch englische Texte für die Songs, die sie mit französischen Textern geschrieben hatte.
1964 besuchte Hatch erstmals New York, um neues Material für Clark zu suchen. Der Trip inspirierte ihn zu dem Song Downtown, den er eigentlich den Drifters geben wollte. Als Clark die Melodie im Oktober 1964 erstmals hörte, sagte sie ihm, wenn er auch noch einen tollen Text zu dem Song schreiben könnte, dann würde sie ihn als ihre nächste Single aufnehmen.
Die Veröffentlichung von Downtown machte Petula Clark zu einem großen internationalen Star. Der Song kletterte 1965 in aller Welt auf die Spitzenpositionen der Charts und ebnete Clark den Weg auf den US-Plattenmarkt. Clark und Hatch schrieben gemeinsam auch You're the One, einen Hit der Vogues. Tony Hatch und Petula Clark etablierten sich in den Staaten als das britische Pendant zu Burt Bacharach und Dionne Warwick.
Mit dem Tony-Hatch-Song I Love the Little Things erreichte Matt Monro beim Eurovision Song Contest 1964 den zweiten Platz. 1964 wurde Hatch auch engagiert, um seine erste Fernseh-Themenmusik zu schreiben – für die britische Seifenoper Crossroads. Bald würde dies, zumindest in Großbritannien, seine bekannteste Melodie werden. Als man Hatch bat, einen Song für die Fernsehserie It's Dark Outside zu schreiben, lieferte er Where Are You Now (My Love)?, mit einem Text und der Stimme der kurz zuvor von Pye unter Vertrag genommenen Sängerin Jackie Trent. Die Single eroberte im Mai 1965 die Nummer-1-Position in den britischen Charts. 1965 brachte Tony Hatch auch sein erstes eigenes Album heraus, The Downtown Sound of Tony Hatch, mit Instrumentalversionen einiger seiner bekanntesten Lieder und neuen Kompositionen.
Petula Clarks Reihe von Hits mit Hatch-Songs setzte sich fort: My Love, A Sign of the Times, Who Am I?, Colour My World und I Couldn't Live Without Your Love (engl.: „Ich könnte ohne deine Liebe nicht leben“), inspiriert durch die Affäre des noch verheirateten Hatch mit Jackie Trent, mit der er immer öfter Songs zusammen schrieb (Hatch und Trent heirateten 1967). Ihr Duett The Two of Us erreichte Platz 1 in Australien, und die beiden kamen dem Verlangen nach Konzerten und Auftritten nach. Schnell bekamen sie den Spitznamen Mr. & Mrs. Music.
Hatchs Kompositionen für The Doctors, Codename, Back to the Land, The Champions, Hadleigh und Who-Dun-It etablierten ihn als die unumstrittene Nummer eins in der Welt der Fernseh-Themensongs.
In den 1970er Jahren machten Hatch und Trent einen Abstecher in die Welt des Musicals. Ihr erstes Projekt, The Card, basierte auf einem Roman von Arnold Bennett und wurde im Londoner West End mit Jim Dale and Millicent Martin in den Hauptrollen aufgeführt. (Zufällig hatte Petula Clark 1952 in der Filmversion mit Alec Guinness eine Hauptrolle.) Ein Album mit der Bühnenversion wurde 1975 veröffentlicht. Eine umgeschriebene Version der Show, mit Peter Duncan und Hayley Mills in den Hauptrollen, wurde in den 1990ern im Regent’s Park Open Air Theater gegeben und ebenfalls als Album veröffentlicht. Das zweite Hatch/Trent-Musical war Rock Nativity, mit Libretto und Songtexten von David Wood. Es wurde zunächst in Newcastle produziert; 1976 ging eine revidierte Version, die auch fürs Fernsehen aufgezeichnet wurde, auf Tournee durch Großbritannien und Nordirland.
1978 zogen Hatch und Trent nach Dublin und blieben dort vier Jahre lang. Sie waren Gastgeber der Fernsehserien Words and Music und It's a Musical World. Hatch produzierte weiterhin Themenmusiken für Fernsehserien wie Killermöwen greifen an (Seagull Island) und Airline, bevor die beiden 1982 nach Australien umzogen. Dort schrieb das Paar eine seiner bekanntesten Kompositionen, das Thema der Fernseh-Seifenoper Nachbarn (Neighbours). Trent und Hatch trennten sich 1995 und ließen sich 2002 scheiden. 2003 wurde ein Disco-Remix der Band OUTpsiDER von „Downtown“ – mit dem Segen von Hatch und Clark – in Australien veröffentlicht und ein Hit.

## Privates
1959 heiratete er Jean Matthews, eine Nichte der Schauspielerin Jessie Matthews. Sie bekamen zwei Töchter, Sharon und Amanda. Ab 1965 lebte er mit Jackie Trent zusammen, die aus erster Ehe einen 1962 geborenen Sohn mitbrachte, den späteren Kinderdarsteller Darren Hatch (gebürtig Darren Harvey), der unter anderem in The Prince and the Pauper (1976) zu sehen war. Hatch und Trent heirateten am 18. August 1967 in Kensington und hatten eine Tochter zusammen, Michelle Yvonne (* 1968). Das Paar trennte sich 1995 und ließ sich 2002 scheiden. Im Mai 2005 heiratete er in dritter Ehe Maggie Clough, mit der er auf Menorca, Spanien lebt. Durch Maggie ist er Stiefvater ihrer Kinder Alex und Charlie.

## Filmografie
- 1972: Reisen mit meiner Tante (Travels with My Aunt)